# Bactris
Bactris Jacq. ex Scopoli es un género de plantas de cerca de 240 especies de la familia de las palmeras (Arecaceae), nativa de Centro y Sudamérica y el Caribe.

## Descripción
Son árboles hasta de 4 a 30 m de altura y 3 a 20 cm de diámetro. Las hojas son de 1 a 5 m de longitud, pinnadas con numerosos folíolos. Inflorescencia interfoliar con flores de ambos sexos dispuestas en tríadas, una femenina entre dos masculinas. El fruto es una drupa de 2 a 6 cm de largo con el mesocarpio carnoso, comestible en varias especies.

## Taxonomía
El género  fue descrito por Jacq. ex Scop. y publicado en Introductio ad Historiam Naturalem 70. 1777.
Etimología
Bactris: nombre genérico que probablemente derive de la palabra griega: baktron = "palo, caña", debido a los tallos delgados de muchas especies.

## Especies selectas
- Bactris acanthocarpa Mart.
- Bactris balanophora Spruce
- Bactris barronis L.H.Bailey
- Bactris bergantina Steyerm.
- Bactris bifida Oerst.
- Bactris brongniartii Mart.
- Bactris caudata
- Bactris coloniata L.H.Bailey
- Bactris coloradonis L.H.Bailey
- Bactris cruegeriana Griseb. & H.Wendl. ex Griseb.
- Bactris elegans Trail
- Bactris escragnollei Glaz. ex Burret
- Bactris dianeura
- Bactris ferruginea Burret
- Bactris formosa Barb.Rodr.
- Bactris gasipaes H.B. & K. - pupuña o chontaduro
- Bactris glandulosa Oerst.
- Bactris glaucescens Drude
- Bactris gracilior Burret
- Bactris grayumii de Nevers & A.J.Hend.
- Bactris guineensis (L.) H.E.Moore
- Bactris hatschbachii
- Bactris hirta Mart.
- Bactris hondurensis
- Bactris humilis (Wallace) Burret
- Bactris killipii Burret
- Bactris longiseta
- Bactris maguirei (L.H.Bailey ex Maguire) Steyerm.
- Bactris major Jacq.
- Bactris maraja Mart.
- Bactris mexicana Mart.
- Bactris militaris H.E.Moore
- Bactris mollis Dammer
- Bactris monticola Barb.Rodr.
- Bactris nancibaensis Granv.
- Bactris paraensis Splitg. ex H.Wendl.
- Bactris paula L.H.Bailey
- Bactris pickelii Burret
- Bactris pilosa P.Karst.
- Bactris rhaphidacantha Wess.Boer
- Bactris riparia Mart.
- Bactris setosa Mart.
- Bactris sigmoidea Burret
- Bactris simplicifrons Spruce
- Bactris spinosa Appun
- Bactris timbuiensis H.Q.B.Fern.
- Bactris wendlandiana Burret